# 卢多维克·法泽卡什
卢多维克·法泽卡什（羅馬尼亞語：Ludovic Fazekás；1925年5月17日—），匈牙利族人，罗马尼亚共产党中央政治执行委员会委员、中央书记处书记，罗马尼亚副总理。

## 生平
1925年，出生于罗马尼亚特兰西瓦尼亚比霍尔县的奥拉迪亚。
1932年，在家乡读小学。
1937年，在奥拉迪亚的小商店工作。
1940年，在奥拉迪亚的粮食仓库当搬运工、奥拉迪亚的电工职业培训学校当学徒。
1944年，在罗共比霍尔县委当警卫。
1945年，在奥拉迪亚电气装配厂当电工。5月，入党，任罗马尼亚共产主义青年联盟比霍尔县委员会委员。
1946年，在奥拉迪亚党委和冶金-化工工会委员会负责青年工作。
1949年，任比霍尔县党委指导员。
1950年，在克卢日州委党校学习。9月，任罗马尼亚劳动青年联盟奥拉迪亚市委员会第一书记。
1953年，任罗马尼亚劳动青年联盟匈牙利自治州委员会第一书记。
1954年，为罗马尼亚劳动青年联盟中央委员会书记处书记。
1955年， 在莫斯科的苏联列宁共产主义青年团“弗·伊·列宁”中央团校学习。
1956年，任罗马尼亚工人党奥拉迪亚市委员会第一书记。
1959年，任罗马尼亚工人党奥拉迪亚州委员会书记。
1960年，在“斯特凡·乔治乌”社会政治经济教育学院（Academia de învăţămînt social-politic Ştefan Gheorghiu）、布加勒斯特经济研究学院（Academia de Studii Economice din București）深造。
1963年，再任奥拉迪亚市党委第一书记。
1965年，罗共九大，为罗共中央候补委员。
1966年，在罗共中央全会上被增补为罗马尼亚共产党中央委员。11月，任罗共克里山纳州委员会第一书记、罗共中央组织部副部长。
1968年，任罗共哈尔吉塔县委员会第一书记兼哈尔吉塔县人民委员会执行委员会主席。
1969年，罗共十大，为罗共中央委员。
1974年，罗共十一大，仍为罗共中央委员。
1975年，任罗马尼亚社会主义共和国国务委员会委员。
1976年，在罗共中央委员会和罗马尼亚经济和社会发展最高委员会联席会议上，为罗共中央政治执行委员会候补委员。11月，任罗共中央党政干部委员会委员。
1977年，访问中国。
1978年，任罗马尼亚社会主义共和国政府林业经济和建筑材料部部长。
1979年，罗共十二大，为罗共中央政治执行委员会委员、中央书记处书记。11月，兼任罗马尼亚人民委员会事务委员会主席。
1980年，任罗共中央党政干部委员会执行局委员。
1982年，转做政府工作，被任命为罗马尼亚社会主义共和国政府副总理。8月，兼任国民经济日用消费品生产协调委员会中央理事会主席。
1987年，为匈牙利族劳动人民全国委员会执行局副主席。
1988年，任改善农业组织和管理、城镇和乡村土地规划中央委员会委员、物资和原材料生产和资本优化组织流程中央委员会委员。
1984年，罗共十三大，为罗共中央政治执行委员会委员。
1989年，罗共十四大，仍为罗共中央政治执行委员会委员。12月，罗马尼亚革命，被逮捕。
1991年，被释放。
1992年，再次入狱，被判处14年徒刑。
1994年，总统发布特赦令，获释出狱。